# Régie autonome des transports parisiens
« RATP » redirige ici.  Pour le protocole de communication, voir Reliable Asynchronous Transfer Protocol.
La Régie autonome des transports parisiens (RATP) est un établissement public à caractère industriel et commercial de l'État assurant l'exploitation d'une partie des transports en commun de Paris et de sa banlieue. Elle exploite les seize lignes du métro de Paris, neuf des quinze lignes du tramway d'Île-de-France (T1, T2, T3a, T3b, T5, T6, T7, T8 et, via sa filiale RATP Cap Île-de-France, T10), une partie des lignes de bus d'Île-de-France, et une partie des lignes A et B du réseau express régional d'Île-de-France (RER). En région parisienne, elle transporte plus de 3,3 milliards de passagers par an (2016).
La RATP remplit sa mission de transport public dans le cadre de contrats d'exploitation pluriannuels passés avec Île-de-France Mobilités, l'autorité organisatrice des transports de la région Île-de-France.
La RATP est créée par la loi du 21 mars 1948, en remplacement de la Compagnie du chemin de fer métropolitain de Paris (CMP) et de la Société des transports en commun de la région parisienne (STCRP), afin de gérer l'ensemble des moyens de transport publics souterrains et de surface de Paris et de sa banlieue, qui étaient assurés par des entreprises privées jusqu'en 1944.
Depuis 2000, elle se développe en France et à l'étranger dans les marchés de l'exploitation de réseaux et de l'ingénierie en transport et est actuellement le cinquième acteur mondial du transport public.

## Histoire
L'histoire de la RATP est pour beaucoup liée à celles des réseaux qu'elle exploite. La régie est en effet directement issue de la fusion en 1942 de la Compagnie du chemin de fer métropolitain de Paris qui exploitait le réseau métropolitain et de la Société des transports en commun de la région parisienne qui exploitait les réseaux de surface bus et tramways.

### Création du réseau du métro parisien
Afin de ne pas dépendre de l'Administration des chemins de fer de l'État pour la desserte urbaine, la ville de Paris décide en 1883 la construction d'un réseau de chemin de fer métropolitain. Les travaux d'ouvrages d'art (tunnels, viaducs et stations) sont confiés à la Ville tandis que ceux des accès, des voies et l'exploitation sont confiés à un concessionnaire. La Compagnie générale de traction, propriété du baron belge Édouard Louis Joseph Empain est choisie en 1897 par le conseil municipal. Elle s'associe le 18 avril 1899 avec les établissements Schneider du Creusot et fonde, la Compagnie du chemin de fer métropolitain de Paris (CMP).
La ligne 1 est livrée par la Ville de Paris à son exploitant, la Compagnie du chemin de fer métropolitain de Paris, le 15 juin 1900, qui y fait circuler ses rames pour l'essai de la ligne et l'instruction du personnel. La ligne est mise en service le 19 juillet 1900.
En 1901, une seconde concession est accordée par la Ville de Paris à l'ingénieur Jean-Baptiste Berlier. La Société du chemin de fer électrique souterrain Nord-Sud de Paris est créée et se substitue à lui pour réaliser une nouvelle ligne de métro (Porte de Versailles - Jules Joffrin), mise en service partiellement le 5 novembre 1910 et totalement le 30 octobre 1912. Une seconde ligne (Gare Saint-Lazare - Porte de Saint-Ouen ou Porte de Clichy) est ensuite concédée à la société du Nord-Sud et totalement mise en service le 20 janvier 1912, puis une troisième (Montparnasse - Porte de Vanves non réalisée en raison de la guerre).
Le 1er janvier 1931, la CMP absorbe le Nord-Sud et redevient l'unique exploitant du réseau métropolitain de Paris. Les lignes A et B du Nord-Sud sont intégrées au réseau de la CMP sous les indices 12 et 13. L'exploitation et l'infrastructure sont uniformisées.

### Réseaux de surface

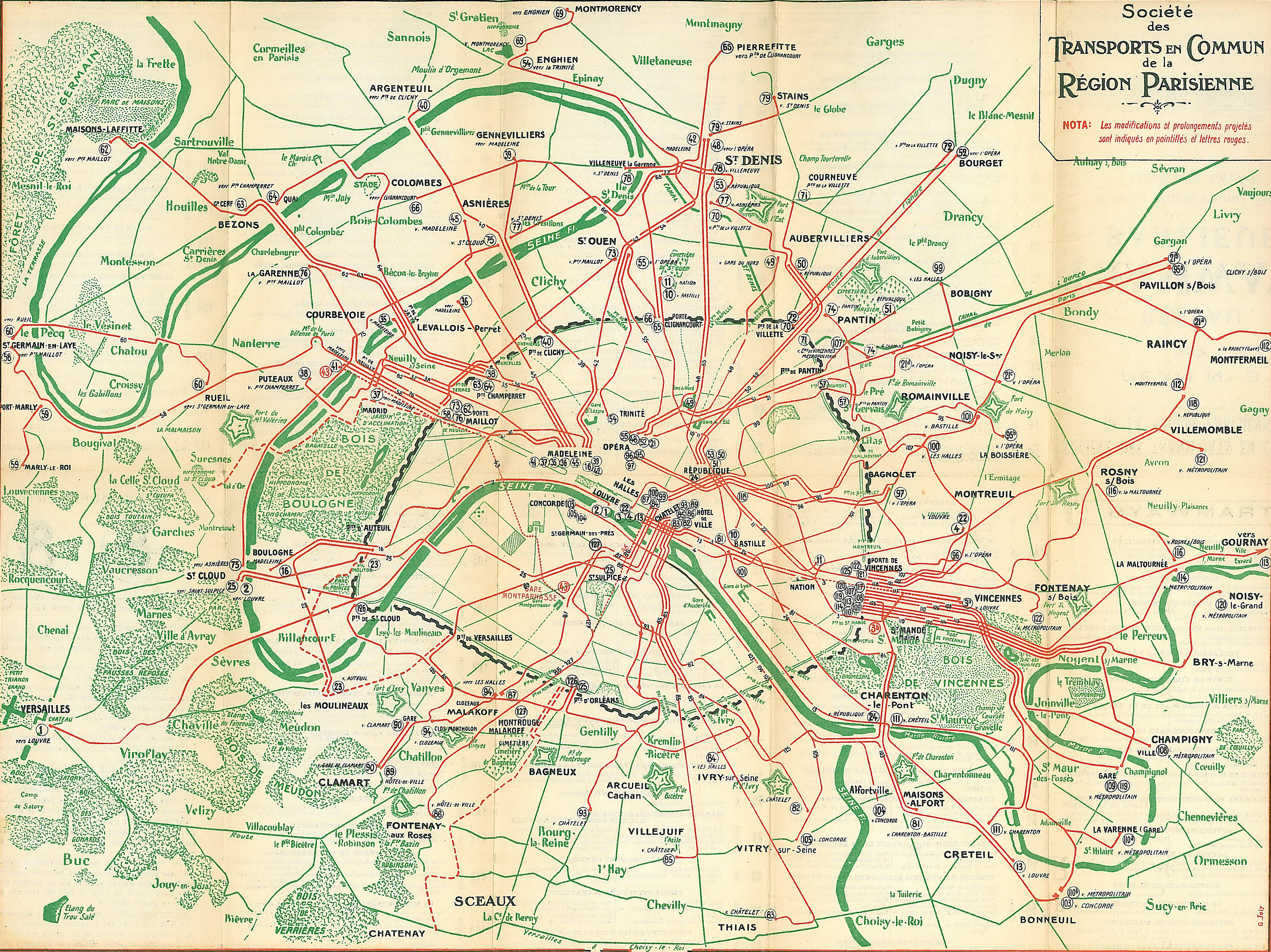
Plan du réseau STCRP de la banlieue de Paris, en 1921.

À la fin de la Première Guerre mondiale, les six compagnies qui exploitent les transports de surface (bus et tramway) par concession de la Ville de Paris et du département de la Seine sont financièrement exsangues.
Pour remédier à ce problème, ces compagnies sont fusionnées le 1er janvier 1921 par le département de la Seine au sein de la Société des transports en commun de la région parisienne, la STCRP. Lors de sa création, la STCRP exploite 112 lignes de tramway et 41 lignes d'autobus. La STCRP n'est pas un organisme public, comme le sera la RATP, mais une société privée dépendant du groupe Empain, titulaire d'une concession du département de la Seine sous forme de régie intéressée. Mais la STCRP ne fera pas de bénéfices et le déficit sera comblé par le Département de la Seine.
En 1922 et 1924, la STCRP absorbe trois autres compagnies, la CFBB (Chemin de fer du bois de Boulogne), le PA (Chemin de fer sur route de Paris à Arpajon) et l'OP (Tramway de l'ouest parisien).
La STCRP obtient du département de la Seine la concession des transports de surface pour 30 ans, du 1er janvier 1921 au 31 décembre 1950, et un avenant à cette concession lui confiera l'exploitation des navettes fluviales, supprimées depuis 1917. Ce service redémarrera le 4 août 1921.
Le parc de tramway et de bus est modernisé et unifié. Compte tenu des capacités croissantes des autobus et de l'encombrement des rues de Paris, la STCRP décide en 1938 à l'occasion du renouvellement de sa flotte d'autobus, d'abandonner le tramway.
Devant le refus des élus du département de la Seine d'augmenter les tarifs pour combler le déficit, le gouvernement institue par décret du 12 novembre 1938 une autorité organisatrice, le Comité des transports parisiens, qui est l'ancêtre d'Île-de-France Mobilités. Ce comité est contrôlé par l'État, puisqu'il est composé de 14 membres dont huit représentants de l'État. Celui-ci décide de rendre tous les arrêts facultatifs, de supprimer 10 lignes et de ne plus exploiter certaines autres après 21 h.

### Création de la RATP
Le 1er janvier 1942, une importante évolution administrative est imposée par le gouvernement de Vichy, mais passe totalement inaperçue sur le terrain : le Comité des Transports Parisiens est remplacé par le Conseil des transports parisiens (d'où sont exclus les représentants du Conseil municipal de Paris et du département de la Seine), lequel impose la gestion par la CMP du réseau de surface précédemment exploité par la STCRP, fusion de fait qui prélude la gestion des transports parisiens par un exploitant unique. Les deux réseaux sont rendus complémentaires, les lignes de tramway portant le même indice que celui d'une ligne de métro seront renumérotées en 1943 (par exemple le 1 deviendra le 71).
Après la Libération, le nouveau ministre des Transports (René Mayer) écarte la CMP le 3 janvier 1945 et la remplace par une Administration provisoire des transports parisiens (APTP) chargée d'assurer le fonctionnement des réseaux avant la mise en place d'un nouveau régime juridique.
Le 5 novembre 1945, l'APTP scinde le réseau d’autobus en deux parties : d'une part les lignes desservant l’intérieur de la capitale, d'autre part celles desservant la banlieue à partir des terminus du métro. Une nouvelle numérotation est appliquée pour l'occasion :
- les indices 1 à 19 sont réservés aux lignes de métro ;
- les indices 20 à 99 sont attribués aux lignes d’autobus desservant Paris intra-muros ;
- l’indice 100 est utilisé en interne pour la ligne PC (Petite Ceinture) qui reste exploitée commercialement sous l'indice PC ;
- les indices 101 à 199 sont attribués aux lignes d’autobus et de trolleybus de banlieue ;
- les indices 201 à 299 sont attribués aux services semi-directs de « grande banlieue », complémentaires des lignes omnibus 101 à 199.

La loi no 48-506 du 21 mars 1948 crée l'Office régional des transports parisiens, nouvelle autorité de tutelle du réseau, et la Régie autonome des transports parisiens (RATP), établissement public à caractère industriel et commercial, qui se voit chargée de l'exploitation des réseaux du métro et de surface. Malgré des moyens financiers très restreints, elle met immédiatement en œuvre une modernisation urgente de son réseau, dont l'attractivité est en chute,.

### Développement du réseau francilien
Le 1er janvier 1949 la RATP, qui remplace officiellement l'APTP, récupère la gestion de la ligne de Sceaux, qui  deviendra en 1977 la branche RATP de la ligne B du RER. Le 14 décembre 1969, la ligne Nation – Boissy-Saint-Léger, première ligne du «métro régional» et future ligne A du tout nouveau Réseau express régional d'Île-de-France, intégralement modernisée et électrifiée, est mise en service par la RATP. Le tronçon La Défense – Étoile, entièrement nouveau, est ouvert le 21 février 1970. Deux autres ouvertures lui succèdent : Étoile – Auber le 23 novembre 1971 et La Défense – Saint-Germain-en-Laye le 1er octobre 1972.
En 1977, de nouveaux tronçons du RER sont mis en service sur la ligne A : le tronçon central entre Auber et Nation via Châtelet - Les-Halles et la branche Vincennes – Noisy-le-Grand-Mont d'Est. La même année, la ligne de Sceaux devient officiellement la nouvelle ligne B du RER et voit le prolongement de cette ligne à Châtelet - Les-Halles, offrant désormais une correspondance avec la ligne A. Le 10 décembre 1981, la ligne B est prolongée jusqu'à la gare souterraine de Paris Gare du Nord (B1) et les tronçons exploités par la SNCF « Gare du Nord - Roissy-Charles-de-Gaulle » et « Gare du Nord - Mitry-Mory » sont intégrés à la ligne B.

### Une nouvelle ère

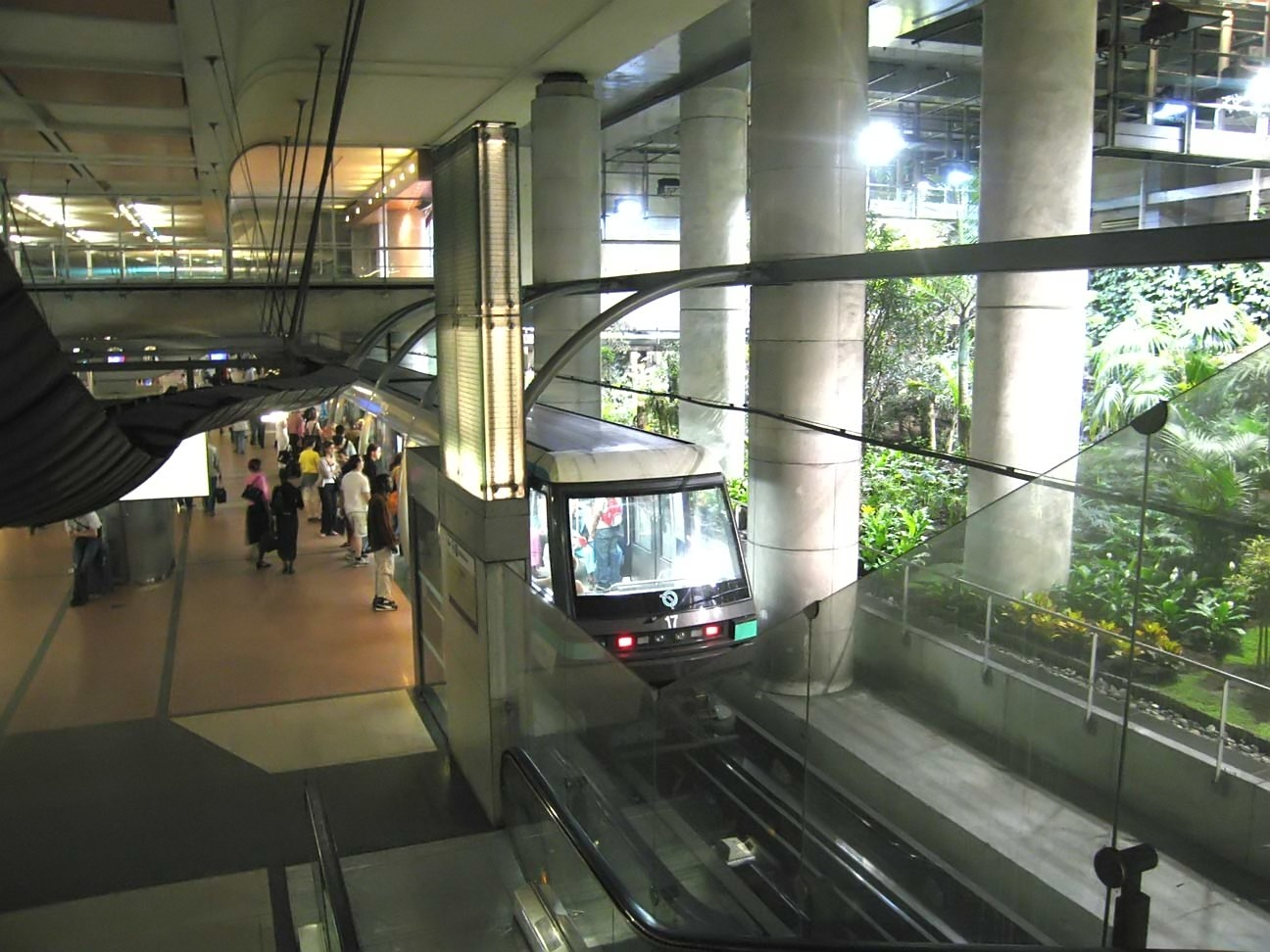
Vue de la station Gare de Lyon sur la ligne 14.

En 1992, la RATP inaugure sa première ligne de tramway reliant Saint-Denis à Bobigny. Mise en service en deux étapes, le 6 juillet entre Bobigny et La Courneuve et le 21 décembre entre La Courneuve et Saint-Denis, elle sera ensuite prolongée à plusieurs reprises pour relier, à l'horizon 2012, la station de métro Asnières - Gennevilliers - Les Courtilles à la gare de Noisy-le-Sec. En 1997, une seconde ligne de tramway, appelée parfois le « Tram Val de Seine », est mise en service. Elle longe la Seine à l'ouest de Paris, reliant initialement Issy-les-Moulineaux (puis à partir de la porte de Versailles depuis 2009) au quartier d'affaires de La Défense et depuis novembre 2012 au pont de Bezons.
Le 15 octobre 1998 et après plusieurs années de travaux, la ligne 14 du réseau de métro est inaugurée. Elle marque pour la RATP la première mise en service d'une ligne entièrement automatique, ligne qui sert alors de vitrine technologique pour la régie dans l'exportation de son savoir-faire industriel.
Enfin, en décembre 2006, la ligne 3 du tramway, connue auparavant comme projet du tramway « des Maréchaux », est mise en service. Ce projet, porté par une forte volonté politique de la mairie de Paris, marque le grand retour de ce mode de transport dans la capitale, après soixante-neuf ans d'absence. Le mois précédent, la ligne 4 du tramway est également inaugurée en Seine-Saint-Denis, mais contrairement au cas du T2 où la SNCF a rétrocédé l'exploitation à la RATP, la SNCF est ici restée exploitante de ce tram-train, modernisant une ligne ferroviaire ancienne.

### Croissance et recentrages
En 1998, la RATP crée une filiale de statut privé, RATP International, pour faciliter son développement à international.
En 2000, la loi SRU autorise la RATP à intervenir, par le biais de filiales, dans la conception et l'exploitation de réseaux de transport sur tout le territoire national. Ainsi, en 2001, « RATP France » est créée, garantie de transparence et d'étanchéité des comptes entre les activités relevant du contrat entre la RATP et le STIF d'une part, et les activités développées en dehors de ce contrat d'autre part.
En janvier 2002, la RATP et la filiale transport de la Caisse des dépôts et consignations, Transdev, signent un accord visant à accroître, dans le cadre d'un codéveloppement équilibré, leurs activités de transport en France et à l'étranger. Des prises de participations croisées sont réalisés : la RATP devient actionnaire de Transdev à hauteur de 25 % et Transdev prend une participation de 25 % dans RATP France devenue « RATP Dev », après un changement de raison sociale et qui voit son champ d'intervention étendu à l'international.
En 2007, par suite de l’augmentation de capital de « RATP Développement », non souscrite par Transdev, le pourcentage de détention de la RATP dans cette société est passé de 75 % à 95,41 %. Depuis 2010, la RATP contrôle 100 % de cette société qui prend alors le nom de « RATP Dev » et qui a désormais vocation à se positionner sur le marché de l'exploitation de réseaux de transport tant en France qu'à l'international.
En 2011, dans le cadre de la fusion entre Veolia Transport et Transdev, la RATP sort du capital de Transdev et récupère en contrepartie des actifs français et internationaux (surtout en Italie, au Royaume-Uni et en Suisse) d'une valeur de 340 millions d'euros, identique à celle de sa participation. Cette opération consacre la stratégie de développement de l'entreprise, qui évolue de plus en plus vers un groupe international. La RATP avait cherché à se retirer de Transdev depuis le début de l'année 2008, mais les négociations butaient avec la Caisse des dépôts, l'autre actionnaire de Transdev, sur la valorisation de la participation.
En 2015, le résultat net part du groupe hors éléments exceptionnels et conjoncturels est stable à 302 millions d’euros (contre 298 en 2014). Le nouveau contrat de 11 milliards pour la période 2016-2020 signé en octobre 2015 avec le STIF devrait cependant occasionner une réduction du résultat net à 200 millions d’euros, car il prévoit une baisse d’environ 90 millions d’euros (sur 2 milliards) de la contribution à l’exploitation du STIF alors que 2016 sera la première année où la RATP sera soumise à l’impôt sur les sociétés.
En 2021, la RATP annonce sortir du rouge en enregistrant un bénéfice net de 207 millions d'euros après une perte nette de 134 millions d'euros en 2020, bien que les effets de la pandémie de Covid-19 soient encore d'actualité.
Après deux années de pertes, la RATP annonce un bénéfice net de 153 millions au premier semestre 2025. Alors que le manque de personnel a été en grande partie jugulé, les indemnités dues pour la qualité de service se sont réduites, la RATP bénéficie également du nouveau contrat conclu avec IDFM. La filiale Cap Île-de-France a remporté 6 des 10 lots de lignes mises en concurrence alors qu'elle s'est retirée de l'activité, déficitaire, des bus londoniens.

### Changements législatifs
Fin 2009, de nombreuses modifications législatives ont changé le contexte d'intervention de la RATP.
L'entrée en vigueur le 3 décembre 2009 du règlement CE no 1370/2007 du Parlement européen et du Conseil du 23 octobre 2007 relatif aux services publics de transport de voyageurs par chemin de fer et par route, oblige les autorités compétentes en matière de transport « à conclure un contrat de service public avec l'opérateur à qui elles octroient un droit exclusif et/ou une compensation en échange de la réalisation d'obligations de service public (OSP) ». Applicable immédiatement par les États membres, et ne nécessitant donc pas de transposition en droit interne dans les pays membres, ce règlement énonce certains principes :
- Les opérateurs de transport peuvent recevoir des aides publiques ;
- L'autorité organisatrice peut fournir le service elle-même ou de le confier à un opérateur interne sur lequel elle exerce un contrôle, ou bien faire appel au marché ;
- Si elle choisit de faire appel au marché, l'autorité organisatrice attribue un contrat de service public à l’issue d’une procédure de mise en concurrence transparente et non discriminatoire.

L'application de ce règlement en Île-de-France allant contre l'ordonnance no 59-151 du 7 janvier 1959 relative à l'organisation des transports de voyageurs en Île-de-France, qui accordait des droits exclusifs à durée illimitée à la RATP sur les réseaux de transports d'Île-de-France, cette ordonnance a dû être modifiée. La loi ARAF a été votée fin 2009 pour y mettre fin. Dénommée loi no 2009-1503 du 8 décembre 2009 relative à l'organisation et à la régulation des transports ferroviaires et portant diverses dispositions relatives aux transports, elle amende deux articles de l'ordonnance de 1959. Cette loi met fin à l'exclusivité de la RATP sur l'exploitation des lignes de transport qu'elle exploite selon le calendrier suivant :
- 31 décembre 2024, pour les lignes de bus ;
- 31 décembre 2029, pour les lignes de tramway ;
- 31 décembre 2039, pour les lignes de métro et de RER.

Afin de préparer une éventuelle arrivée de la concurrence dans un avenir proche, la loi désigne la RATP comme « gestionnaire de l'infrastructure du réseau de métropolitain affecté au transport public urbain de voyageurs en Île-de-France, dans la limite des compétences reconnues à Réseau ferré de France ». La RATP devient responsable de la gestion du trafic et des circulations sur les lignes ferroviaires d'Île-de-France qu'elle exploite, et doit en assurer la maintenance et la supervision. Mais surtout, cette loi organise un changement de propriété des biens entre le STIF et la RATP :
- La propriété des matériels roulants et matériels d'entretien du matériel roulant, est transférée au STIF ;
- La propriété des biens d'exploitation non liés à l'infrastructure (comme les centres bus par exemple) est transférée à la RATP, mais le STIF dispose d'un droit de reprise qu’il peut exercer dans un délai fixé par décret et moyennant une indemnisation ;
- La propriété des biens constituant l’infrastructure (c'est-à-dire voies, signalisation, appareillages fixes associés, ouvrages d'art, stations et gares, ateliers souterrains, etc.) est transférée à la RATP ;
- La propriété des autres biens immobiliers (c'est-à-dire siège, locaux administratifs, etc.) est transférée à la RATP.

Pressentie pour succéder à Élisabeth Borne devenue ministre, Catherine Guillouard, ancienne déléguée générale ressources humaines chez Air France devra préparer la RATP à la fin de son monopole sur les bus parisiens.

## Le groupe RATP

Logo du groupe RATP.

Le groupe RATP se présente comme le cinquième acteur mondial du marché du transport collectif. Pour continuer à se développer et sur fond d'ouverture à la concurrence sur son territoire historique, l'entreprise mise sur ses filiales et l'expansion en France en dehors de l'Île-de-France et à l'étranger. Pour l'année 2014, le groupe RATP affiche un chiffre d'affaires consolidé de 5,26 milliards d'euros et emploie environ 58 000 personnes dans le monde.

### Siège social

Façade de la Maison de la RATP en bord de Seine, dans le de Paris, le siège du groupe.

Le siège de la RATP établi depuis 1964 dans un immeuble construit en 1912 au 53 ter quai des Grands-Augustins pour la Compagnie générale des Omnibus a été transféré en 1996 à la « Maison de la RATP » au 54 quai de la Rapée dans le 12e arrondissement de Paris.

### Organisation

#### Direction et gouvernance
Le groupe RATP est dirigé par Jean Castex, président-directeur général depuis le 23 novembre 2022.
Il préside un conseil d'administration à la gouvernance originale construit selon la règle dite des « trois tiers »: un tiers de représentants de l’État, un tiers de représentants des salariés, un tiers enfin de « personnalités qualifiées », dont deux parlementaires et deux représentants des associations d’usagers.

#### Les composantes du groupe
Le groupe RATP se compose d'un EPIC, dénommé RATP, de deux filiales dites de "premier rang" , et d'une fondation :
- RATP Cap Île-de-France, créée pour répondre aux appels d'offres dans le cadre de ouverture à la concurrence des transports franciliens
- RATP Participations, une holding détenant les participations dans toutes les autres filiales du groupe
- Fondation Groupe RATP

##### L'EPIC RATP

Organigramme de l'entreprise en 2024

Depuis le 1er janvier 2023, l'entreprise se structure autour de 5 types d'entités:
- Les Directions: elles sont chargées des activités « régaliennes », comme la définition des politiques du groupe.
- Les Centres de Services Partagés (CSP): ils sont chargés de la réalisation de tâches à fort potentiel d'industrialisation (exemple: la paie)
- Les Prestataires Industriels (PI):  ce sont des centres de compétences chargés de la politique industrielle du groupe
- Les Centres d'Expertise (CE): entités chargées de la réalisation de prestations spécifiques et non industrialisables (exemple: le juridique)
- Les Business Unit (BU): disposant d'une autonomie financière, elles concourent à la réalisation d'activités en monopole dans le cadre du contrat avec IDFM et/ou d'une activité régulée par l'ART

###### Composition
Onze directions dont six sont directement représentées au comité executif (ComEx):
- La direction des Ressources Humaines (DRH)
- La direction de la COMmunication (COM)
  - Dont dépend la direction marketing et commercial (DMC): elle a pour rôle la communication spécifiquement orienté clientèle. C'est notamment elle qui organise les animations dans les espaces et c'est d'elle que dépend le service clientèle
- La direction Projets, Technique et Industrielle qui pilote les activités "industrielles" du groupe à travers ses deux PI:
  - La direction de la Maîtrise d'Ouvrage des Projets (MOP) dont le rôle est la MOA, soit la définition d'un cahier des charges et le suivi de la réalisation des projets menés par la RATP, comme les prolongements des lignes 11 et 14, ainsi que l'automatisation de la ligne 4.
    - Fonctionnellement rattachée à celle-ci, une entité de l'entreprise, nommée Agence de Développement Opérationnel et d'Ingénierie Exploitation-Maintenance (ADO-IE) offre des prestations de MOA, AMOA et MOE[26], à des clients internes et externes au groupe

  - La direction du Matériel Roulant Ferroviaire (MRF) chargée de la maintenance dudit matériel roulant pour le compte des lignes de métro, de RER et anciennement de tramway[27]
- La Direction Stratégie, Finance et performance Durable (SFD), dont les missions couvrent le contrôle de gestion du groupe, les achats et la logistique, mais également le pilotage de la stratégie d'entreprise.
  - Dont dépend la Direction des Services Partagés (DSP) qui a la charge des services transversaux à l'entreprise (le courrier interne notamment)
    - La filiale RATP Évolution Services, CSP chargée des fonctions RH (comptabilité, gestion, paie) pour l'ensemble des filiales du groupes hors RATP DEV, est placée sous cette direction
- La direction Digital et Innovation (D&I), chargée des systèmes d'information et de télécommunications du groupe
- La direction Secrétariat et Direction Générale groupe (SDG), qui comprend:
  - La direction juridique (JUR) et le CE éponyme
  - La direction Influence, Territoires, International (ITI) chargée des relations territoriales
  - La direction de l'immobilier
    - La filiale RATP Solutions Ville (logements, services pour ville intelligente, gestion de sites...)[28] lui est fonctionnellement rattachée

  - La BU RATP Sûreté (pour laquelle travaillent les agents du GPSR)
    - La filiale RATP Sécurité Expertises, organisme de formation des agents de sécurité (groupe et clients externes)[29]

Les activités opérationnelles de l'entreprise sont pilotées par 3 BU:
- RATP Réseaux de Surface (RDS), subdivisée en deux BU "produit":
  - BU Bus exploitant le réseau de bus RATP
  - BU Tramway exploitant les lignes de tramway de l'EPIC
- RATP Services Ferrés (RSF) subdivisée en 3 directions opérationnelles (DO) et un PI:
  - DO Métro Transport et Services (MTS) exploitant les 16 lignes actuelles du métro de Paris
  - DO Réseau Express Régional (RER) exploitant pour partie les lignes A et B du RER
  - DO Services et Espaces Multimodaux (SEM) exploitant les stations, gares et espaces multimodaux liés au métro et au RER
  - PI Maintenance des Équipements et Systèmes des Espaces (M2E) dont les missions incluent également la maintenance des points d'arrêts bus[30]
- RATP Infrastructures (RATP-I), gestionnaire d'infrastructures (GI) sudivisé en deux BU "produit":
  - Le GI du réseau "historique"
  - Le GI du réseau du Grand Paris Express

Depuis 2020, et sa création en tant que RATP-I, c'est lui qui assure la maîtrise d'œuvre pour les projets en coopération avec des entreprises privées telles qu'Egis Rail ou Systra.

##### Filiales et participations

###### Exploitation et maintenance
Pour étendre son champ d'action sur les marchés d'exploitation en dehors de son territoire historique, la RATP mise sur ses filiales RATP Développement, généralement abréviée en « RATP Dev » et RATP Cap Île-de-France.
Dev assure l'exploitation et la maintenance de réseaux de transports en commun (rail régional, métro, tramway, bus urbain et interurbain, navette maritime et câble), transport à la demande et de circuits touristiques dans 15 pays. Cap Île-de-France reprend depuis 2021, les activités franciliennes précédemment assurées par RATP Dev, et participe à des appels d'offres en vue de l'ouverture à la concurrence des transports en commun d'Île-de-France.
En 2015, la filiale RATP Dev a enregistré un chiffre d'affaires de 1 114 millions d'euros dont environ deux tiers ont été réalisés à l'étranger, contre 346 millions d'euros en 2011,.

###### Ingénierie
Dans le domaine de l'ingénierie du transport, la RATP détient 36 % de Systra, à parité avec la SNCF et aux côtés de banques détenant les 28 % restants du capital. Née en 1997 de la fusion des filiales respectives de la RATP, Société d’études et de réalisations de transports urbains (SOFRETU), et de la SNCF, Société d’études et de réalisations ferroviaires (SOFRERAIL), Systra et ses filiales ont réalisé en 2017 un chiffre d'affaires de 600 M€. Le groupe Systra, particulièrement présent à l'international (63 % de son chiffre d'affaires sont générés en dehors de France), emploie environ 6 200 personnes.
Xelis, créée en mars 2006, était une autre filiale de la RATP dans les domaines du conseil, des études et de l'ingénierie. Elle était engagée surtout en Île-de-France et répondait à une volonté du groupe RATP de maintenir une présence, du fait d'une part de la loi "MOP" et d'autre part des règles du STIF (fraîchement investi maître d'ouvrage des nouvelles infrastructures de transport) interdisant la particpation à toute entreprise percevant des subventions de sa part, aux appels d'offres en vue de prestations d'AMOA et de MOE.
Xelis était une société anonyme détenue à 100 % par la RATP. En juillet 2011, Xelis et Inexia, la filiale correspondante de la SNCF, sont toutes les deux intégrées dans le groupe Systra.

###### Autres filiales

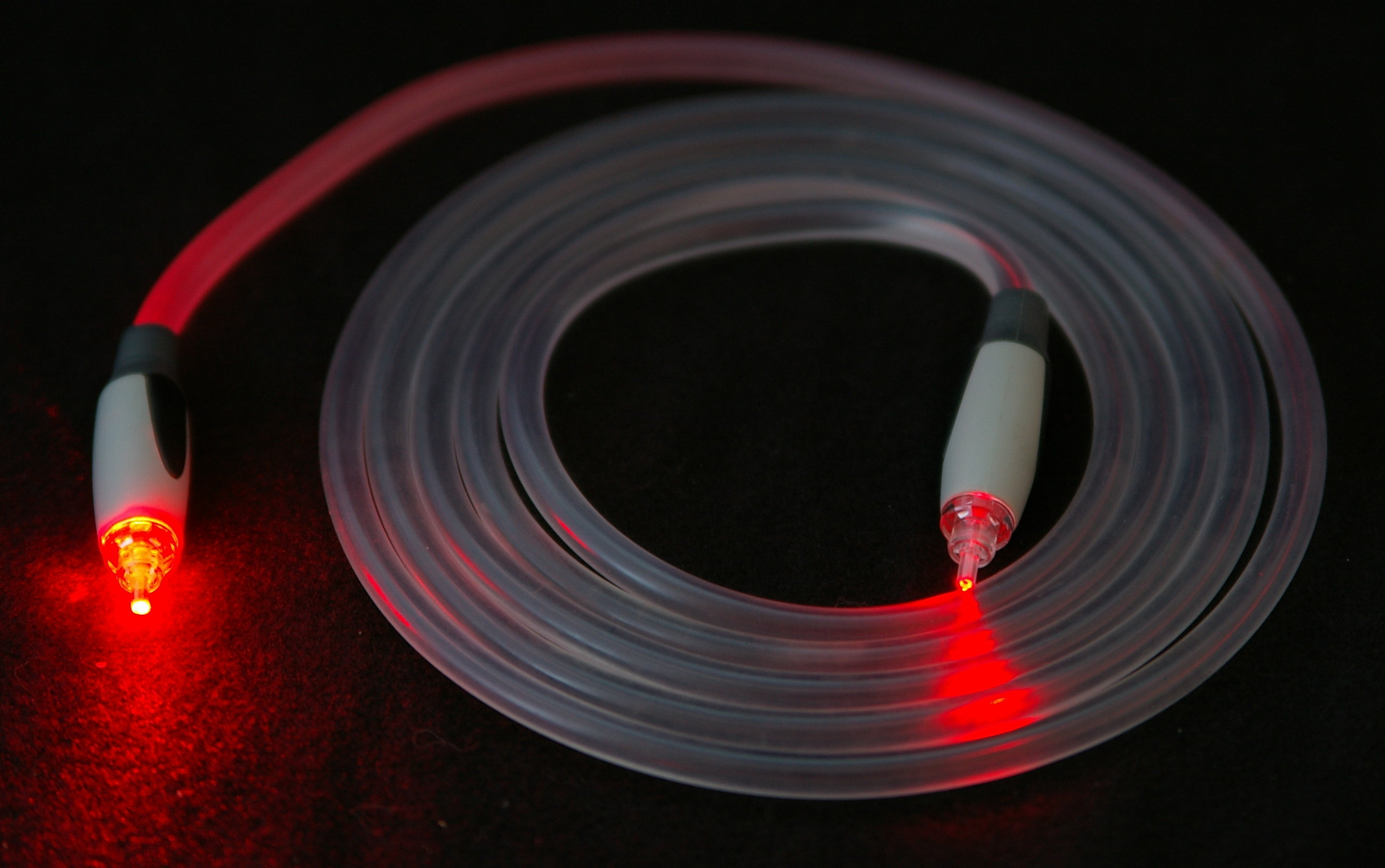
La RATP possède un des réseaux de fibres optiques les plus importants d'Île-de-France.

En janvier 2021, le groupe RATP annonce la création de sa filiale RATP Solutions Ville. Holding spécialisée aux services urbains, elle rassemble les filiales :
- RATP Connect (Télécité de sa création en 1997 à 2019[38]): opérateur d'infrastructures possédant un réseau de fibre optique noire[39]
  - Connect Grand Paris, filiale à 75% de RATP Connect et 25% de la Caisse des dépôts et consignations, mission identique mais pour le réseau du Grand Paris Express
- RATP Real Estate (SEDP[note 2] de sa création en 1990 à 2018[40]): construction, rénovation de bâtiments ou de locaux, prestations de MOA ou d'AMOA dans ce cadre, gestion de sites tertiaires[41]. En 2001, elle a par exemple supervisé la reconstruction du projet Philidor-Maraîchers à Paris[42]. Elle gère actuellement 500 000 m² d'immeubles tertiaires, incluant des centres informatiques, restaurants d’entreprise, centres culturels, centres sportifs et sièges sociaux[43], pour des clients internes, externes, et l'EPIC.
- RATP Capital Innovation (création en 2017): filiale de capital risque spécialisée dans les investissements de start-ups[44]
  - Elle investit notamment dans Cityscoot, Klaxit (covoiturage domicile-travail), Communauto (autopartage)[45] ou ZenPark (stationnement partagé)[24]
  - Elle est liée à une "activité de logistique urbaine"[24], commercialisée sous la marque RATP Logistics[46]
- RATP Habitat (Logis Transport de sa création en 1959[47] à 2019[48]): Promoteur immobilier spécialisé dans le logement social  37% de ses logements sont destinés au personnel RATP, le reste aux autres métiers de la fonction publique et à Action Logement

La directrice de cette entreprise est également la directrice de la division SVD de l'EPIC.
En dehors de cette holding, le groupe compte également quelques filiales notables :
- RATP Smart Systems (Ixxi de sa création en 2010 à 2019[49]): Crée à partir d'une externalisation partielle des activites du département ING (INGénierie)[note 3],[50], elle est spécialisée dans les systèmes de transport intelligents et le développement de services d’aide à la mobilité[51]. Elle propose aussi des prestations d'AMOA et de maîtrise d'œuvre (MOE ou MŒ) sur ces domaines. Elle est fonctionnellement rattachée à la direction Digital et Innovation.
  - Mappy fait partie des filiales de cette entreprise, après son rachat en novembre 2020[52], auprès de Pages Jaunes, dans le but de développer les applications de mobilité
- RATP Maintenance Services (MATEM[note 4] de sa création en 2012 à 2018[53]): spécialisée dans la maintenance des équipements publics : ascenseurs, escaliers mécaniques, trottoirs roulants; ainsi que dans la fourniture-pose de systèmes d'alarme[54]. Elle est fonctionnellement rattachée à M2E: le directeur du PI étant également le PDG de la filiale
- RATP Travel Retail (Promo Métro de sa création en 1971 à 2018[55]): elle a pour but de valoriser les espaces commerciaux dans les stations et gares. Elle est fonctionnellement rattachée à SEM
- RATP Sécurité Expertises (créée en 2023[56]): formation professionnelle pour la BU Sûreté et les entreprises privées du secteur de la sécurité[29]
- RATP Consulting (créée en 2022[57]): conseil en gestion de projet, conduite du changement et transformations, analyses stratégiques et organisationnelles, pour les clients internes au groupe.

##### Fondation
Depuis 1995, la RATP dispose de sa propre fondation d'entreprise. Jusqu'en 2005, la fondation s'est surtout engagée auprès d'associations œuvrant pour l'éducation à la citoyenneté, en particulier auprès de jeunes publics. En 2007, l'entreprise a décidé d'orienter sa politique de mécénat vers la promotion du respect dans la ville. La fondation s'engage désormais dans les trois domaines suivants : « le lien et l'entraide », « l'égalité des chances » et « l'accès à la culture et l'éducation ». La fondation intervient dans les territoires desservis par le groupe RATP, notamment en Île-de-France, mais aussi ailleurs en France et à l'étranger.

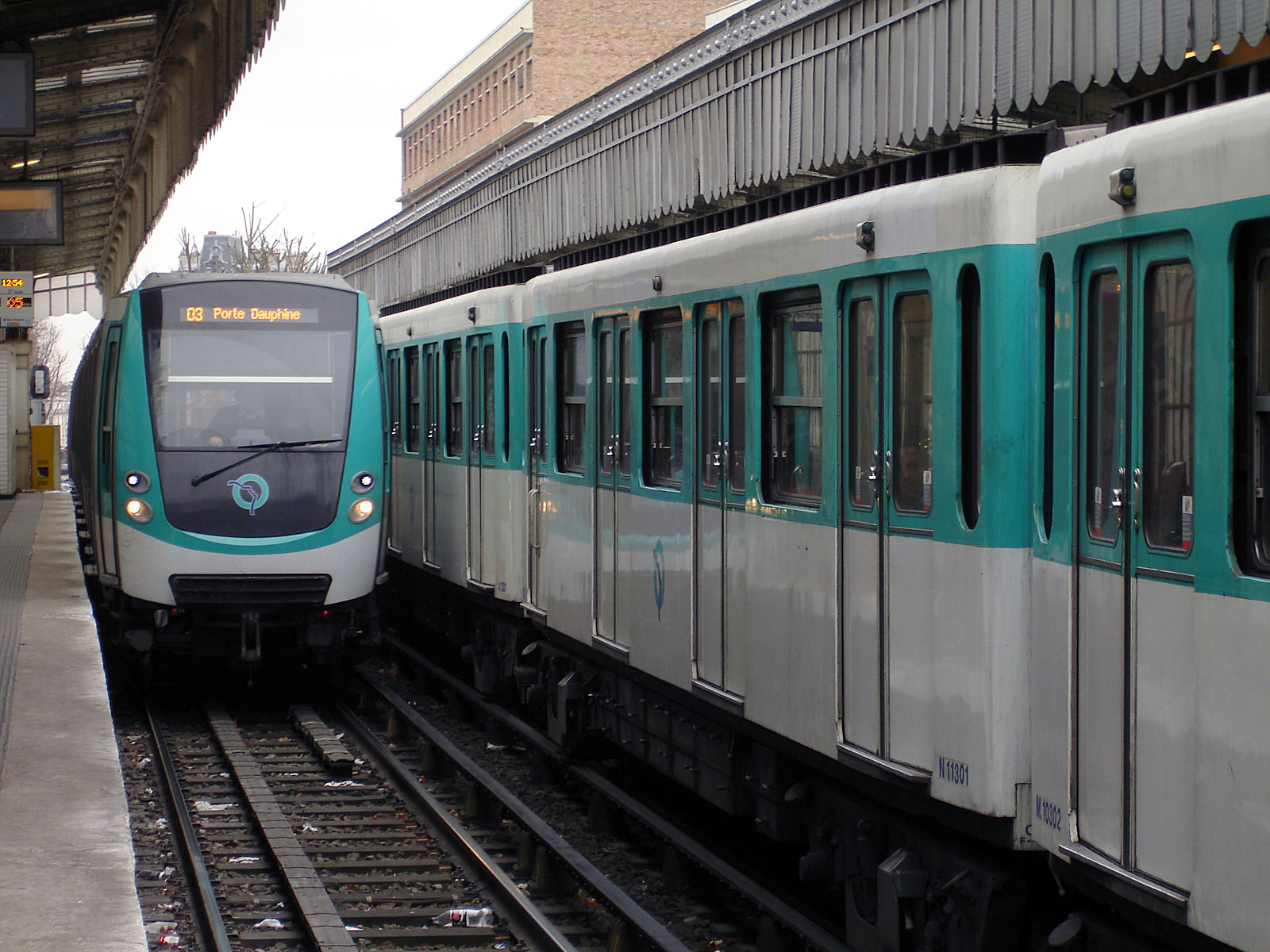

#### Liste des présidents
Depuis 1989, les présidents de la Régie sont :
- Depuis le 23 novembre 2022 : Jean Castex[59],[60] ;
- 2017-2022 : Catherine Guillouard[61] ;

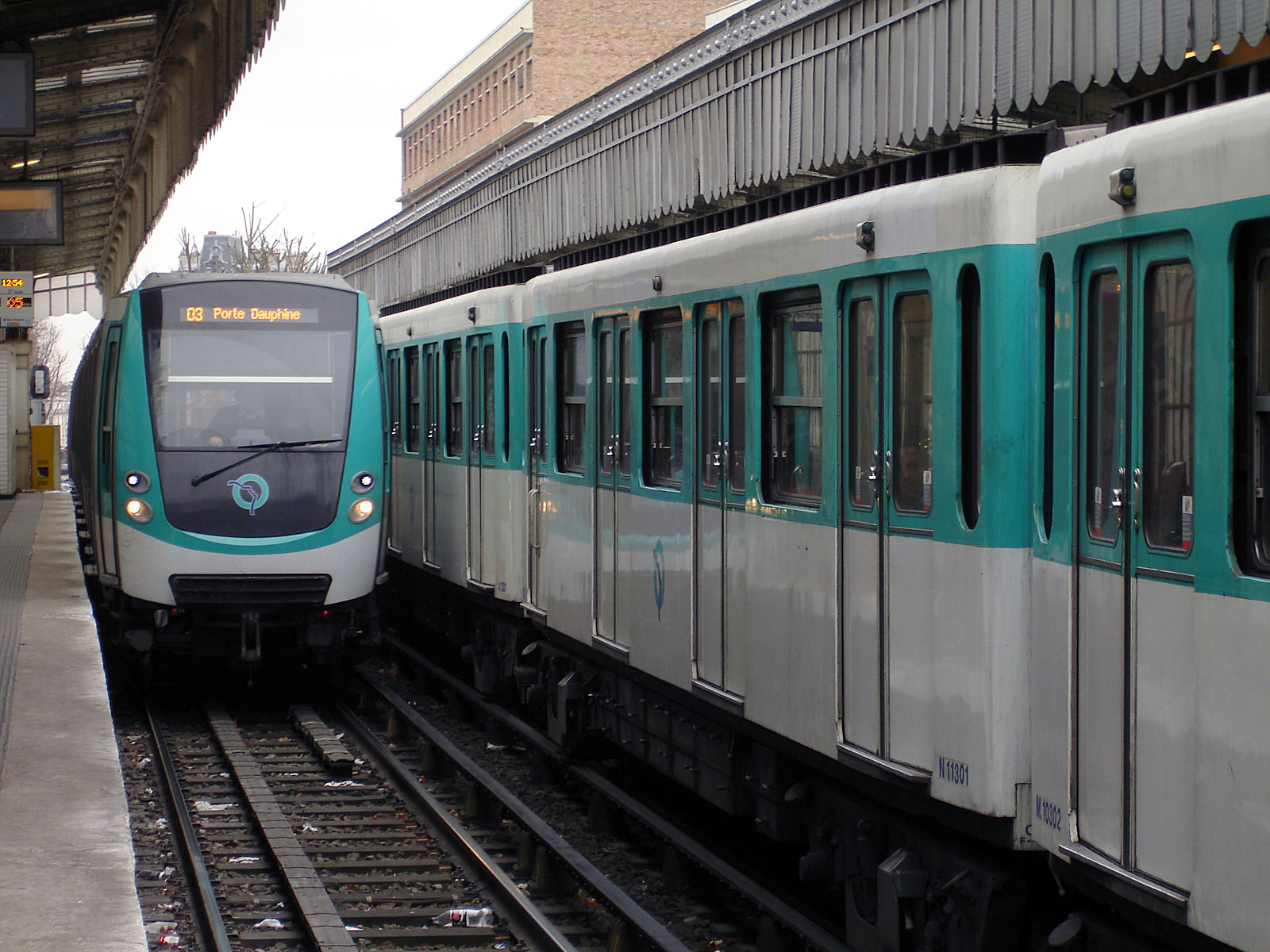
Des rames MF 01 et MF 67 à Jaurès sur la ligne 2 du réseau de métro, en février 2009.

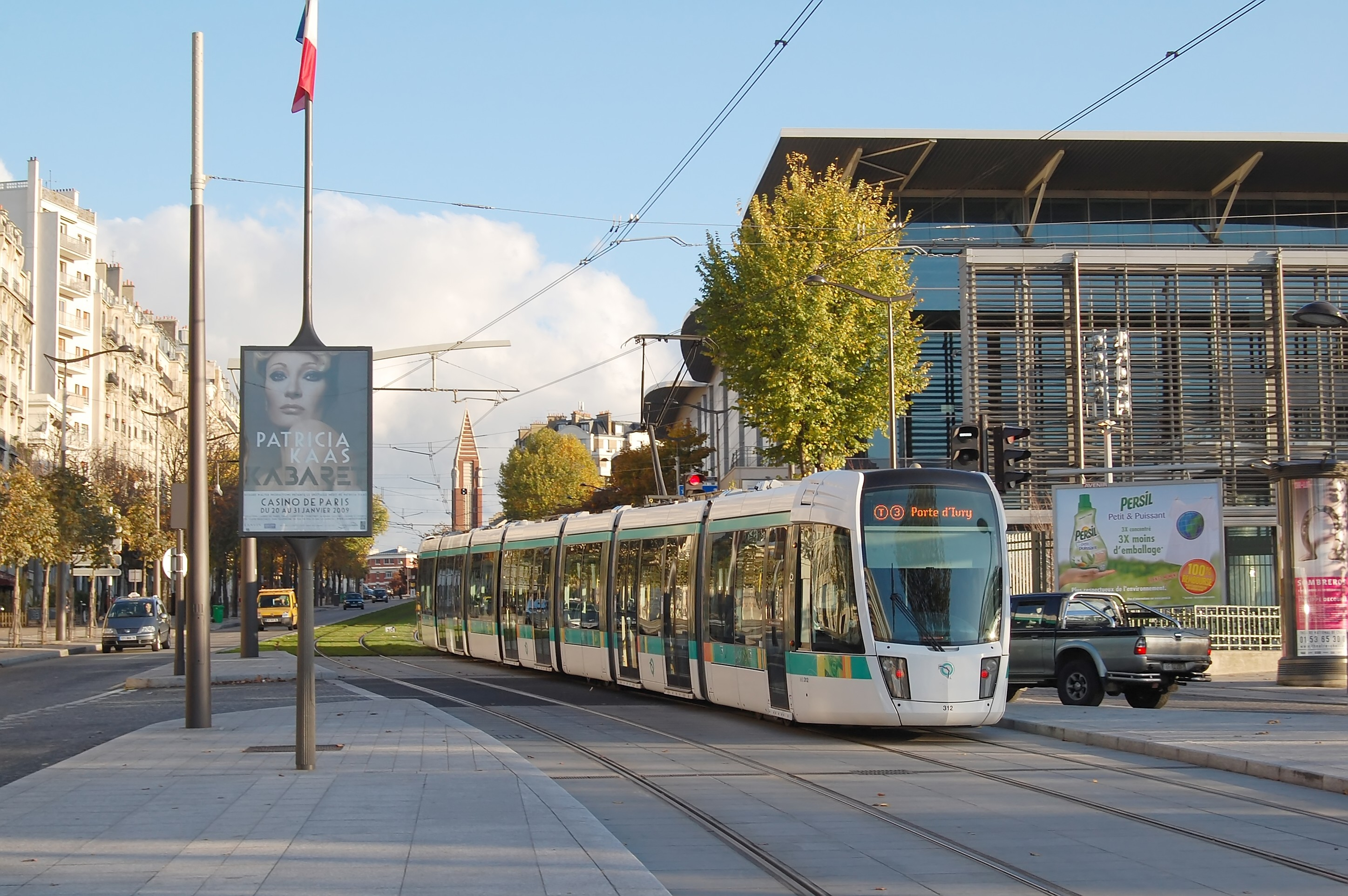
Tramway Alstom Citadis sur la ligne T3a à Porte de Versailles.

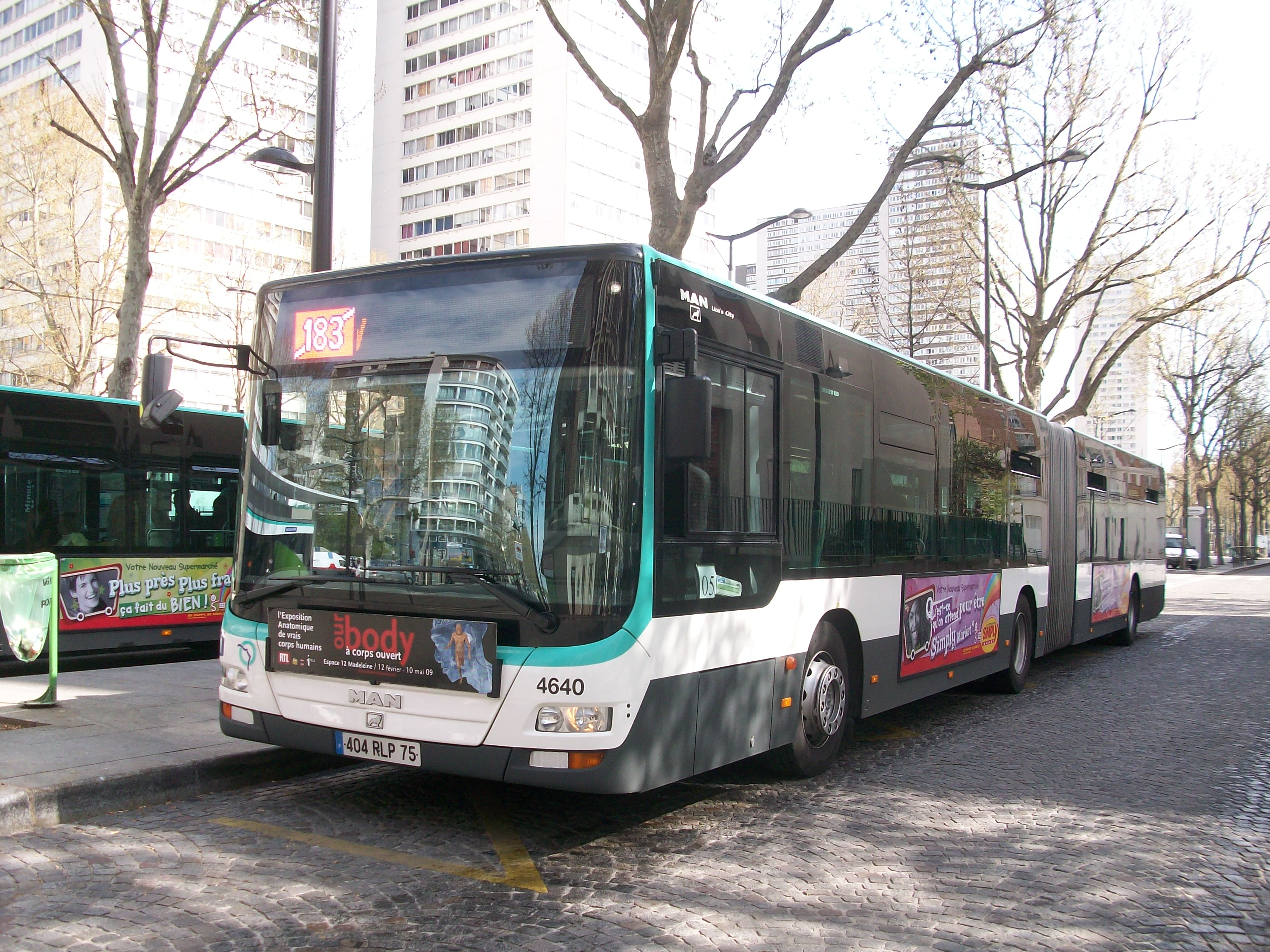
Autobus articulé du type MAN Lion's City.

- 2015-2017 : Élisabeth Borne[62] ;
- 2006-2015 : Pierre Mongin[63],[64] ;
- 2002-2006 : Anne-Marie Idrac[65] ;
- 1994-2002 : Jean-Paul Bailly ;
- 1992-1994 : Francis Lorentz ;
- 1989-1992 : Christian Blanc.

## Les principaux réseaux exploités par le groupe RATP

### En région parisienne

#### Lignes
Le réseau de transport exploité par la RATP en région parisienne comprend :
- les seize lignes du métro (dont trois lignes automatiques intégrales) d'une longueur de 245,6 km et comptant 320 stations[66] ;
- Orlyval, le métro automatique entre la gare d'Antony (RER B) et l'aéroport d'Orly[67] ;
- huit lignes de tramway d'une longueur de 101,9 km et comptant 183 points d'arrêts ;
- une partie du réseau RER : la ligne A (à l'exception des branches Nanterre-Préfecture – Cergy-le-Haut et Nanterre-Préfecture – Poissy) et la ligne B (à l'exception de la partie au nord de la gare du Nord), soit un peu plus de 115 km ;
- un réseau d'autobus (354 lignes d'une longueur de 3 861 km) desservant l'essentiel de l'agglomération (dont 569 km dans Paris intra-muros) ;
- deux lignes de bus à haut niveau de service : le Trans-Val-de-Marne (TVM) d'une longueur de 19,7 kilomètres et la ligne 393 d'une longueur de 11,7 kilomètres ;
- le funiculaire de Montmartre (108 mètres de longueur pour 38 mètres de dénivellation).

En outre, la filiale RATP Cap Île-de-France gère :
- le réseau de bus du Mantois desservant le bassin de Mantes-la-Jolie ;
- le réseau de bus Paris-Saclay, desservant le bassin du plateau de Saclay et une partie de la vallée de l'Orge ;
- le réseau de bus de la Bièvre, desservant le bassin de la Bièvre ;
- la ligne 10 du tramway d'Île-de-France ;
- le service « Pour Aider à la Mobilité » (PAM), transport à la demande pour personnes à mobilité réduite dans le département de la Seine-Saint-Denis (PAM 93).

#### Trafic
|                                                   | 2000  | 2001  | 2002  | 2003  | 2004  | 2005  | 2006  | 2007  | 2008  | 2009  | 2010  | 2011  | 2012  | 2013  | 2014  | 2015  | 2016  | 2017  | 2018  | 2019  |
| ------------------------------------------------- | ----- | ----- | ----- | ----- | ----- | ----- | ----- | ----- | ----- | ----- | ----- | ----- | ----- | ----- | ----- | ----- | ----- | ----- | ----- | ----- |
| Métro                                             | 1 229 | 1 262 | 1 283 | 1 248 | 1 336 | 1 373 | 1 410 | 1 388 | 1 472 | 1 479 | 1 505 | 1 464 | 1 541 | 1 527 | 1 526 | 1 520 | 1 519 | 1 539 | 1 560 | 1 498 |
| RER (zone RATP)                                   | 404   | 415   | 410   | 400   | 438   | 445   | 452   | 447   | 469   | 448   | 456   | 469   | 477   | 469   | 474   | 469   | 478   | 493   | 497   | 497   |
| Tramway                                           | 25    | 36    | 39    | 39    | 44    | 48    | 50    | 80    | 96    | 96    | 108   | 114   | 116   | 191   | 231   | 267   | 287   | 294   | 315   | 340   |
| Bus (RATP Paris et petite couronne)               | 922   | 916   | 929   | 921   | 954   | 940   | 944   | 942   | 995   | 983   | 974   | 989   | 962   | 939   | 984   | 988   | 1 013 | 1 098 | 1 106 | 1 130 |
| Noctilien (périmètre RATP, dont ancien Noctambus) | 3     | 3     | 3     | 4     | 4     | 4     | 7     | 7     | 7     | 8     | 8     | 8     | 8     | 9     | 9     | 10    | 10    | 11    | 12    | 13    |
| Total                                             | 2 583 | 2 632 | 2 664 | 2 612 | 2 776 | 2 810 | 2 863 | 2 864 | 3 039 | 3 014 | 3 051 | 3 044 | 3 104 | 3 135 | 3 224 | 3 254 | 3 307 | 3 435 | 3 490 | 3 478 |

Avec la crise sanitaire provoquée par le Covid-19, le volume de trafic est sensiblement réduit à partir du printemps 2020. En juillet 2021, il n'est revenu qu'à 70 % de la normale en semaine et 80 % le week-end. Selon la présidente de la RATP, Catherine Guillouard, le réseau ne devrait pas retrouver sa fréquentation habituelle avant 2023.

### En France, en dehors de la région parisienne

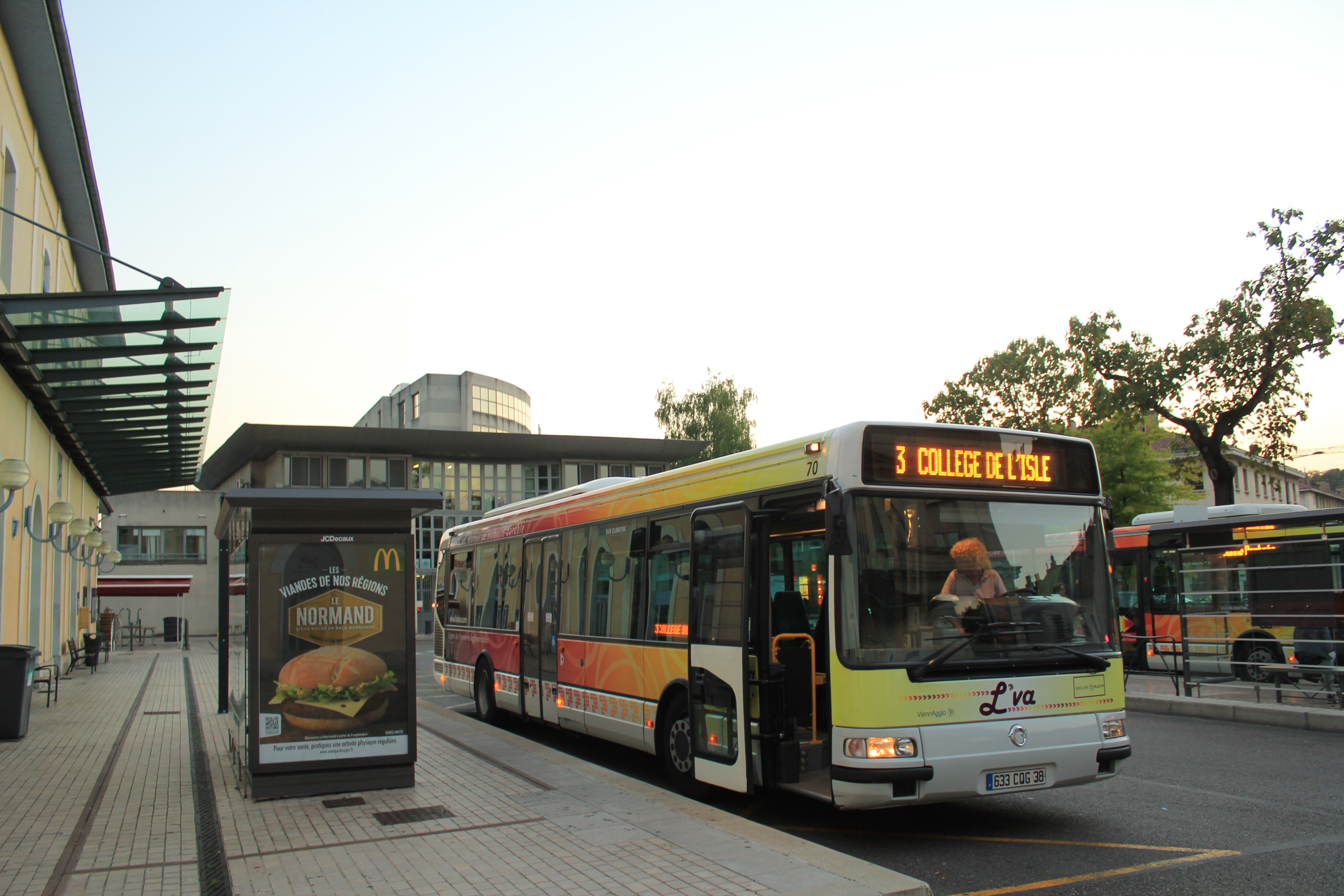
RATP Dev exploite le réseau L'va de Vienne (Isère).

L'exploitation de réseaux situés en France en dehors du territoire historique est assurée par la filiale RATP Dev dont les activités, entre autres, comprennent (liste non exhaustive) :
- « TUL », le réseau de transports en commun urbains de Laval Agglomération, via la société « RD Laval Agglomération » qui exploite le réseau et gère la marque Transports Urbains Lavallois (TUL)
- le réseau « TAC » dans l'agglomération d'Annemasse, via la société Transports publics de l'agglomération d'Annemasse (TP2A), détenue à 51 % par RATP Dev et à 49 % par les TPG de Genève[72] ;
- Marinéo, le réseau urbain de Boulogne-sur-Mer, via la Compagnie des transports du boulonnais (CTB)[73] ;
- « TAC », le réseau de l'agglomération de Charleville-Mézières et Sedan, via la Compagnie des transports de Charleville-Mézières (CTCM)[74] ;
- AggloBus, le réseau urbain de la communauté d'agglomération de Bourges, via la Société des transports urbains de Bourges (STU Bourges)[75] ;
- Impulsyon, le réseau urbain de La Roche-sur-Yon, via la Compagnie des transports du Yonnais (CTY) ;
- Réseau IZILO desservant l'agglomération de Lorient ;
- Le Vib, réseau urbain de la ville de Vierzon, via la Société des transports urbains de Vierzon (STUV) ;
- les « Lignes de Vienne et agglomération » (L'va), réseau desservant Vienne Condrieu Agglomération, via la société Vienne Mobilités ;
- le téléphérique du Salève (dans le cadre d'un groupement aux côtés des TPG et Pomagalski)[76].
- le réseau Ondéa dans l'agglomération d'Aix-les-Bains depuis 2015, via la Compagnie des transports du Lac du Bourget (CTLB)[77] ;
- le réseau Aléo de l'agglomération de Moulins, via la société Moulins Mobilités[78].
- À Lyon : gestion du métro, du funiculaire et du tramway à partir du 1er janvier 2025 via la société RD Lyon[79],[80].

### Autres activités
En décembre 2022, RATP Dev lance un centre de formation à l'hydrogène à La Roche-sur-Yon.

### À l'étranger

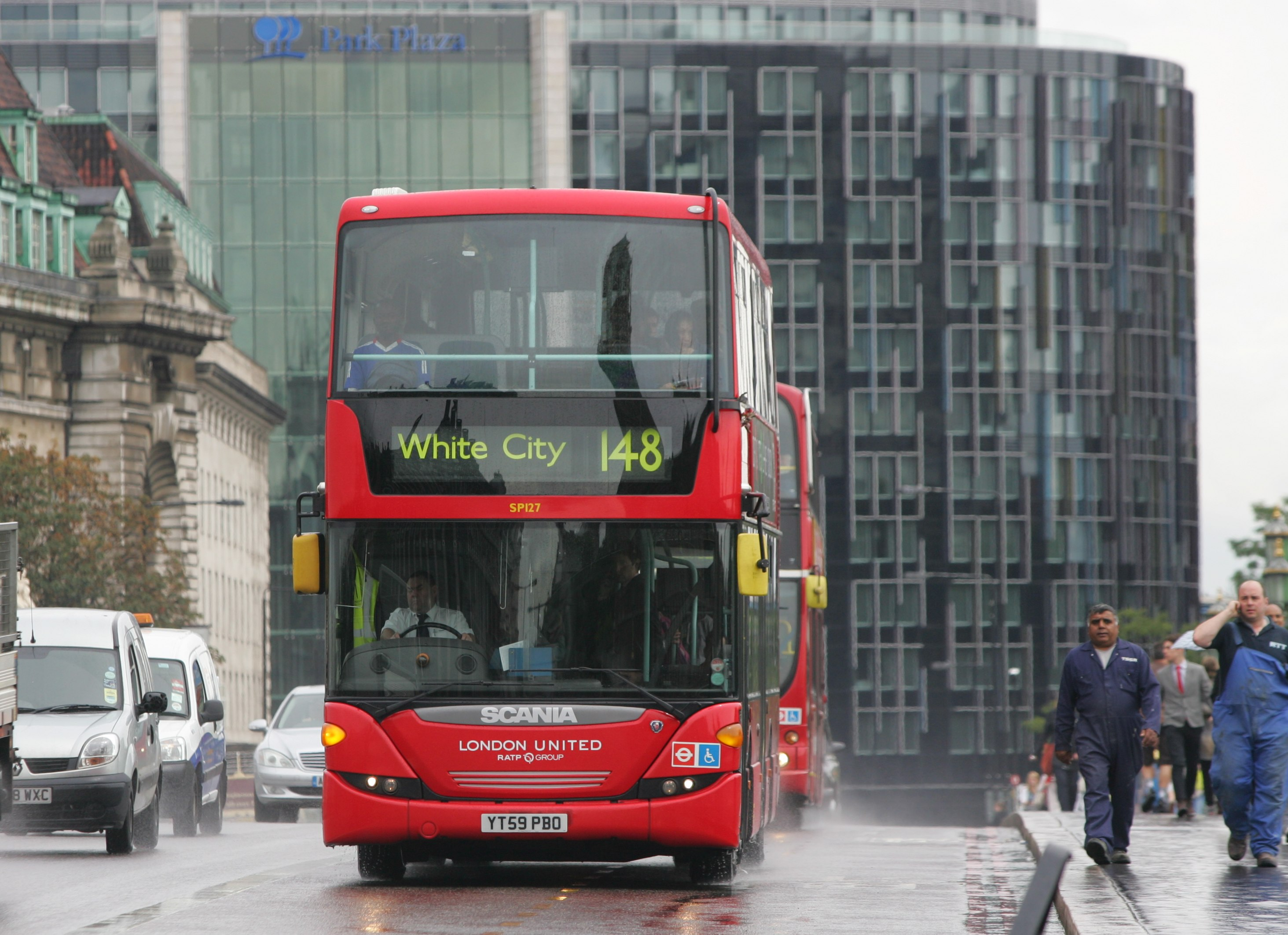
Un autobus Scania OmniCity avec logo du groupe RATP à Londres, symbole de l'expansion à l'étranger.

Les activités du groupe RATP à l'étranger comprennent, entre autres (liste non exhaustive) :
- Londres : à travers ses trois filiales London United Busways (en), Quality Line (en) (acquis en avril 2012 en tant que Epsom Coaches (en)), London Sovereign (en) (acquis en avril 2014), RATP Dev est un des opérateurs de bus du Grand Londres pour le compte de Transport for London (TfL) avec au total 70 lignes urbaines, 1 177 véhicules et 3 335 employés répartis sur onze dépôts, transportant environ 271 millions de passagers annuellement[82] ; En décembre 2024, la RATP annonce qu'elle va arrêter l'exploitation de bus à Londres[83].
- le Gautrain, train régional express dans la province du Gauteng reliant Johannesbourg, Pretoria et l'aéroport OR Tambo (depuis 2010)[84] ;
- la ligne 9 du métro de Séoul (dans le cadre d'un groupement avec Transdev) ;
- Les tramways algériens à Alger, Oran, Constantine, Sidi Bel Abbès et Ouargla[85],[86],[87] ;
- le tramway de Casablanca (depuis 2012, renouvelé fin 2017 jusqu'à fin 2029)[88] ;
- le tramway de Florence[89] ;
- les tramways de Hong Kong (163 trams à deux niveaux, depuis 2009 dans le cadre d'un groupement avec Transdev) ;
- les tramways de Tucson (en Arizona) et de Washington, D.C.[90],[91] ;
- le réseau de bus urbain (en) d'Austin (Texas) (79 lignes, 250 véhicules, 21 millions de passagers par an)[92] ;
- le métro de Doha et le futur métro léger de Lusail (contrat de 20 ans via RKH Qitarat, coentreprise formée par Hamad Group (51 %) et Keolis-RATP Dev (49 %))[93].

## Stratégie du groupe
L'un des principaux axes de la stratégie de la RATP est l'innovation, que ce soit par les nouvelles technologies, par la sécurité, ou par l'amélioration de l'experience client. À ce titre, le groupe experimente actuellement plusieurs innovations[non neutre][source insuffisante] :

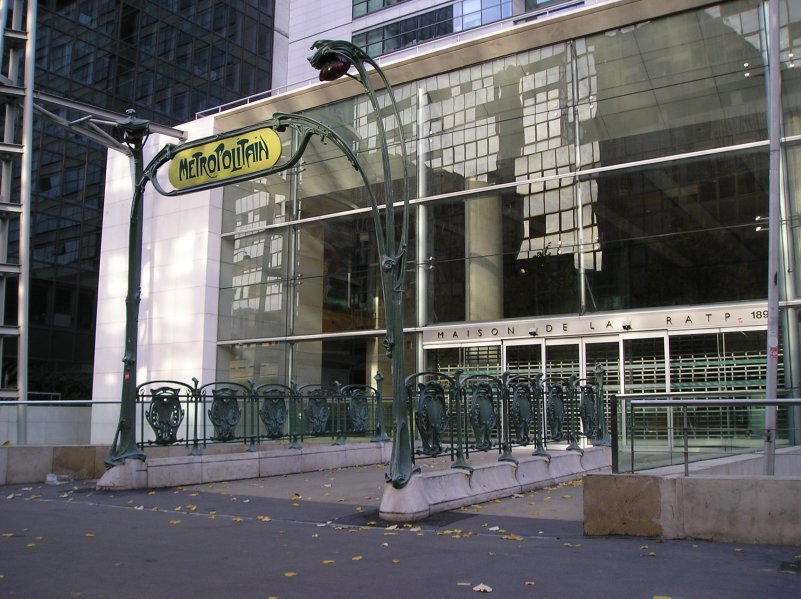
Maison de la RATP dans le de Paris.

- Osons le bus: programme visant à renforcer l'accessibilité du bus auprès des publics ayant des besoins spécifiques
- All The Way: start-up proposant un service d'enregistrement des bagages en un lieu partenaire choisi et les récupérer à l'endroit de son choix
- Exosquelette: équipement en test dans les ateliers du RER A et du T2, il vise à alléger la charge supportée par les mainteneurs et les assister lors des tâches demandant d'avoir les bras en l'air
- Vélo-cargo: M2E expérimente le déplacement de ses agents en vélo-cargo

### Métrophérique
L'une des premières initiatives de Pierre Mongin lors de son arrivée à la tête de la régie en 2006 a été de lancer l'idée de « Métrophérique ». Reprenant et actualisant ce qui était à l'époque connu sous le nom d'« Orbitale », Métrophérique présentait l'idée d'un métro qui circulerait autour de Paris, situé à deux ou trois kilomètres du périphérique et disposant d'une station tous les kilomètres, reliant les autres modes de transport, notamment les terminus de métro,.
Jean-Paul Huchon, alors président du STIF (Syndicat des transports d'Île-de-France) et de la région Île-de-France, a aussitôt jugé que ce projet n'était « pas mûr », estimant notamment que le coût avancé par Pierre Mongin était « sous-évalué ». Il ira même jusqu'à qualifier Métrophérique de « métro féerique »,.
C'était sans compter sur les élus de la région parisienne, et notamment les élus du Val-de-Marne qui, enthousiasmés par l'idée du métro circulaire traversant leurs communes proposé par Pierre Mongin, ont fait pression sur le chef de la région, aboutissant à l'ajout d'un projet proche, nommé Arc Express dans le schéma directeur de l'Île-de-France. Le projet Métrophérique sera finalement intégré au projet Grand Paris Express au travers du projet de ligne 15.

### Transition environnementale
Dans le cadre du projet Bus2025, la RATP prévoit de convertir son parc de 4 700 autobus en 100 % bus propres dont 2/3 de bus électriques et 1/3 de bus roulant au biogaz d'ici 2025,,. Cette action aura pour effet de diminuer l'empreinte de carbone de la RATP de 50 %. D'après la RATP, le parc d'autobus parisien de la RATP sera le premier parc d'autobus écologiques en Europe en 2025. ,. En janvier 2018, le nombre de bus électriques s'élève à 74.

### Projets innovants
La RATP se positionne sur des projets innovants comme la navette autonome ou conduite autonome de bus. Elle est également partenaire d'Airbus pour un projet de transport en commun aérien qui pourrait être testé en 2024 entre Roissy et un site olympique avec un objectif de coût de 2 euros du kilomètre
En septembre 2021, la RATP commence l'expérimentation d'un bus électrique 100 % autonome sur la ligne 393 entre la gare de Sucy - Bonneuil et Thiais-Carrefour de la Résistance, d'abord la nuit puis le jour avec pour objectif le transport de voyageurs à l'automne 2022.

## Employés et conditions de travail
En décembre 2022, la régie comptait 45 208 agents actifs. Les effectifs se répartissaient comme suit :
- 4 668 cadres et cadres supérieurs
- 6 980 agents de maîtrise et techniciens supérieurs dont[note 5]
  - 1 434 chargés de la gestion des ressources
  - 1 785 mainteneurs et agents des systèmes d'information
  - 1 021 agents de développement, gestion de projet et ingénierie
  - 2 931 agents des services d'exploitation et commerciaux
- 33 369 opérateurs dont[note 5]:
  - 770 chargés de la gestion des ressources
  - 4 887 mainteneurs et agents des systèmes d'information
  - 27 agents de développement, gestion de projet et ingénierie
  - 27 685 agents des services d'exploitation et commerciaux
    - dont 19 188 roulants

Le taux d'encadrement, c'est-à-dire le ratio agents de maîtrise et cadres par rapport aux opérateurs s'établit à 35% (soit un encadrant pour 3 opérateurs environ).
L’entreprise consacre 7 % de sa masse salariale à la formation, taux le plus élevé des grandes entreprises françaises, représentant un montant global de 110 millions d’euros, dont 15 millions d’euros pour la formation initiale et 6 millions pour le permis de conduire « transports collectifs » que la RATP finance intégralement à ses nouveaux embauchés.
En 2018, la RATP procède approximativement à 3 000 recrutements par an, en moyenne sur 234 métiers différents, et compte plus de 60 000 employés[source insuffisante].
Si la RATP a connu plusieurs présidentes (Anne-Marie Idrac, Élisabeth Borne ou Catherine Guillouard), la féminisation de son personnel est récente et s'établit en 2022 à 21 %, mais à moins de 10 % pour les machinistes-receveurs.

### Régimes spéciaux
La RATP est l'une des quelques entreprises françaises où les employés bénéficient de régimes spéciaux de cotisations retraite et maladie, dont les règles diffèrent de celles appliquées aux employés du privé et aux fonctionnaires.
En 2007, le gouvernement de François Fillon a tenté de supprimer les régimes spéciaux des entreprises qui en bénéficiaient. Après une grève et plusieurs réunions de négociation entre l'entreprise et les partenaires sociaux, la RATP a vu son régime spécial de retraite maintenu avec toutefois quelques modifications dans les durées de cotisation.

#### Régime des retraites
Cette section ne s'appuie pas, ou pas assez, sur des sources secondaires ou tertiaires indépendantes du sujet. Le texte peut contenir des analyses inexactes ou inédites de sources primaires.
Pour l'améliorer, ajoutez-en, ou placez des modèles {{Source secondaire souhaitée}} ou {{Source secondaire nécessaire}} sur les passages mal sourcés. (février 2025)
Le règlement des retraites du personnel de la RATP fait l'objet du décret no 2008-637 du 30 juin 2008.
Ce décret classe les emplois en deux catégories : services actifs et services sédentaires. Les services actifs sont listés en annexe du décret et répartis en deux groupes (A et B). Les services sédentaires sont tous les emplois non listés dans le décret.
Les agents actifs du groupe A peuvent partir à la retraite à l'âge de 52 ans s'ils justifient de 27 ans de services dans ce groupe A. Les agents actifs du groupe B peuvent partir à la retraite à l'âge de 57 ans s'ils justifient de 27 ans de services dans ce groupe B. Les agents sédentaires peuvent partir à la retraite à l'âge de 62 ans. Ces âges de départ à la retraite sont sous réserve de quelques dispositions transitoires.
Ces âges d'ouverture de droit ne signifient pas que les employés partent à la retraite à ce moment bien qu'ils en aient la possibilité.
L'âge auquel un employé part à la retraite a un effet sur le montant de sa pension. Pour obtenir une pension dite à taux plein, l'agent doit avoir cotisé pendant 172 trimestres soit 43 ans (sous réserve de quelques dispositions transitoires). Si ce n'est pas le cas au moment du départ à la retraite, alors l'agent voit sa pension diminuée (multipliée par le nombre de trimestres cotisés divisé par 172). De plus, il subit un coefficient de minoration (aussi appelé décote). Les agents ayant cotisé plus de trimestres que nécessaires bénéficient d'un coefficient de majoration (ou surcote).
La pension à taux plein correspond à 75 % du salaire brut perçu lors des six derniers mois avant la retraite.
Le service de retraite de la RATP est assuré par la Caisse de retraites du personnel de la RATP qui est un organisme de sécurité sociale matériellement et juridiquement indépendant de la RATP, créée par le décret no 2005-1635 du 26 décembre 2005. Le régime spécial de retraites du personnel de la RATP prend en charge les pensions de droit direct et dérivé (pension de réversion et d'orphelin).

#### Régime maladie
Le régime spécial maladie de la RATP est géré par la Caisse de coordination aux assurance sociales. Elle a pour mission la gestion du régime spécial de sécurité sociale de la RATP, à l'exception du risque vieillesse. Elle garantit à ses ressortissants la couverture des risques maladie, maternité, invalidité, accidents du travail, maladies professionnelles, décès.
Le régime supporte également le coût du fonctionnement d’un service médical à la disposition des agents,,.

### Condamnation de la RATP pour fichage illégal de salariés
En novembre 2021, la Commission nationale de l'informatique et des libertés condamne la RATP à une amende de 400 000 euros en raison du fichage illégal d'agents RATP du centre de bus des Bords-de-Marne, situé à Neuilly-Plaisance : plusieurs centres décomptaient le nombre de jours de grève des agents, dans un fichier ensuite utilisé pour préparer les choix de promotion.

### Athlètes de haut niveau
Plusieurs athlètes français de haut niveau travaillent à la RATP, grâce à une convention cadre signée avec le ministère des Sports, qui leur permet de concilier préparation aux grandes échéances sportives et vie dans l’entreprise, grâce à des aménagements horaires spécifiques. En 2008, huit athlètes bénéficient de ce programme[source secondaire souhaitée].
En 2008, cinq d’entre eux ont participé aux Jeux olympiques de 2008 à Pékin. Steeve et Christophe Guenot, respectivement médaille d'or et médaille de bronze en lutte gréco-romaine font partie de ces athlètes. Quand ils ne s'entraînent pas en lutte, les deux frères sont agents de sécurité au sein du Groupe de protection et de sécurité des réseaux (GPSR), organe de sécurité de la RATP. Leur victoire très médiatique a largement profité à la RATP et à son image. Une campagne de communication à leur effigie a d'ailleurs été lancée dès le mois de septembre 2008.

### Climat social

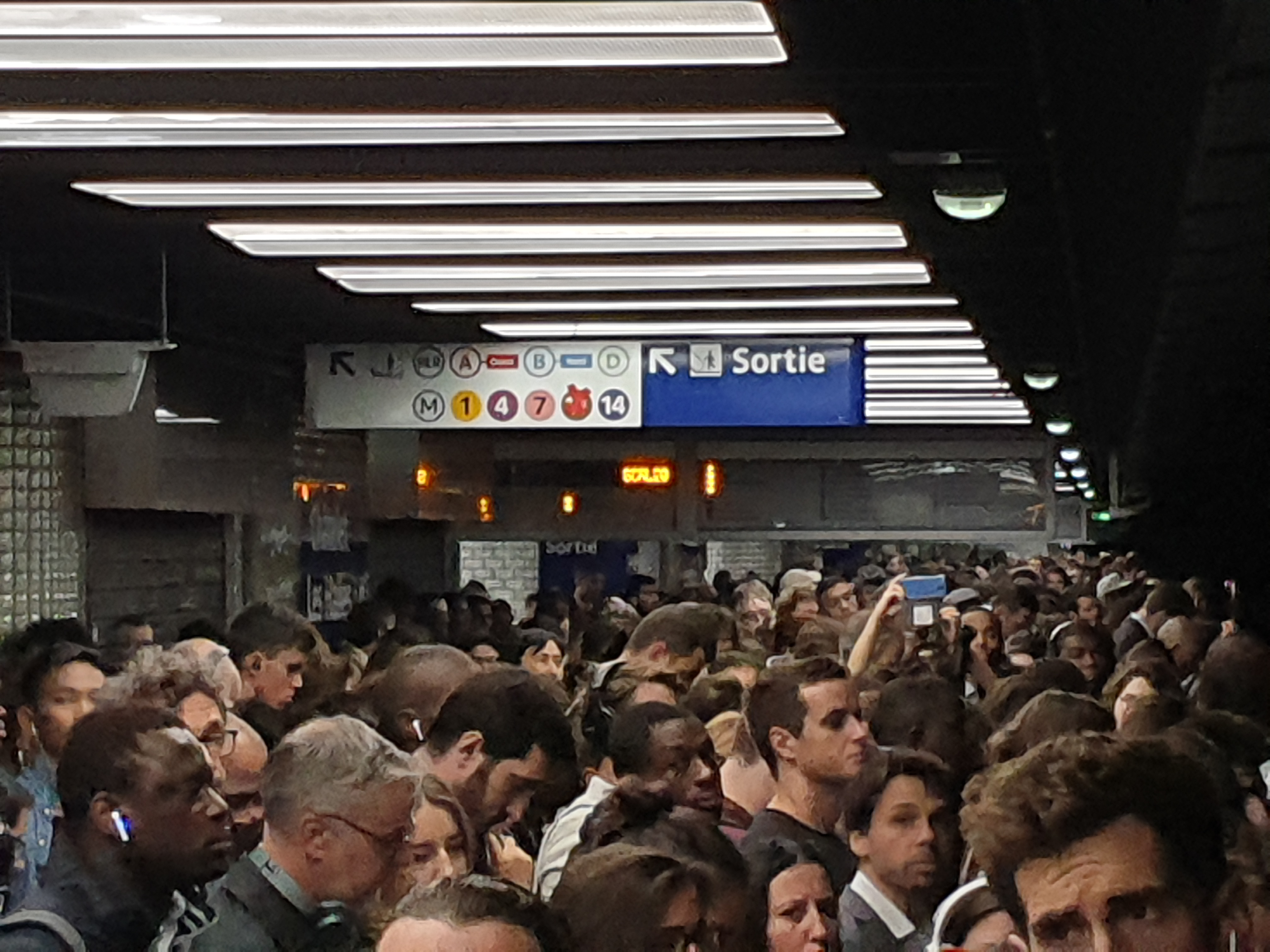
Voyageurs attendant le RER B à Châtelet - Les Halles durant une journée de grève en 2019.

Depuis la mise en place d'un mécanisme dit « d'alarme sociale », le nombre de grèves a significativement diminué, mais augmenté en dureté (il n'est pas rare de voir des lignes entièrement fermées là où le trafic était simplement perturbé autrefois).
En 2001, on comptait[style à revoir] ainsi 0,2 jour de grève par salarié et par an, soit cinq fois moins qu'au début des années 1990.
À la suite d'un chantage sexuel mettant en cause un représentant syndical en 2011, un syndicaliste de la CGT a dénoncé des compromissions d'une manière jugée virulente par la direction, révélant selon lui des connivences inappropriées à l'intérieur de la promotion Voltaire de l'ENA. Il a été licencié par le ministre en personne. La justice lui a donné raison.

### Incidents religieux
En 2013, la presse se fait l'écho de tensions entre employés liées à « l'existence de poussées communautaristes circonscrites à certaines unités » de la RATP, principalement les dépôts de bus de Nanterre, de Charlebourg à La Garenne-Colombes et de Saint-Denis dénoncées dans une vidéo du site d'extrême-droite Riposte laïque. Selon Le Parisien, la RATP aurait « embauché des « grands frères » peu recommandables […] pour éviter le caillassage des bus dans certains quartiers », avant de « faire le ménage » parmi ceux-ci. Le même journal avance que « la RATP serait l'une des sociétés qui emploierait le plus de personnes faisant l'objet d'une fiche S de surveillance ». En 2013, la société publique a édité un « guide de la laïcité » destiné à ses managers, qui rappelle par exemple l'interdiction d'« effectuer ses prières dans l’enceinte professionnelle ». La RATP évoque quelques faits « marginaux » dans le passé, qui déclenchent un recadrage ou une procédure disciplinaire dès qu'ils sont repérés Ainsi, par exemple, un agent de sûreté a été licencié vers 2015 après une information des autorités, qui lui avaient retiré son autorisation de port d'arme par décision administrative. Pour la CGT de l'entreprise, « Il n'y a pas plus ou pas moins de radicalisation qu'ailleurs. La RATP n'est pas imperméable à ce qui se passe dans la société ».

## Données financières

### Chiffre d’affaires
Le chiffre d’affaires consolidé de 2023 est de 6,512 milliards d'euros, en hausse de 7,2 % sur un an, dont 1,746 milliards d'euros pour ses filiales (en hausse de 1 %).
|                                  | 2022  | 2023  | Variation |
| -------------------------------- | ----- | ----- | --------- |
| EPIC transport                   | 3 310 | 3 522 | + 212     |
| Filiales transport               | 1 537 | 1 685 | + 148     |
| Total transport                  | 4 847 | 5 207 | + 360     |
| EPIC gestion des infrastructures | 1 030 | 1 093 | + 63      |
| Filiales autres                  | 56    | 61    | + 5       |
| Total                            | 6 076 | 6 512 | + 436     |

### Rentabilité
Le résultat net 2023 s'établit à - 109 millions d'euros, en baisse de 323 % sur un an surtout en raison de la dégradation du résultat opérationnel dans un contexte de forte inflation.
Pour l'EPIC RATP (Île-de-France seule), le résultat net est de 85 millions d'euros, un EBITDA de 1 187 millions d'euros et la capacité d’autofinancement de 1 331 millions d'euros (2014).

### Endettement
[pertinence contestée]L'endettement net consolidé de l'EPIC au 31 décembre 2023 est de 5,1 milliards d'euros, soit un ratio de dettes financières sur fonds propres de 1,09.

### Chiffres et coût de la fraude
Le coût de la fraude dans les transports en commun pour la RATP est estimé à 171 millions d'euros, soit l’équivalent de 475 bus. 
Le taux de fraude dans le métro parisien était de 5 % en 2013, de 4 % en 2005 et de 7 % en 1991.
Dans les bus et le tram, le taux de fraude était de 12 % en 2015, 14 % en 2014 et 9 % en 2009.
En 2015, 1,45 million d'infractions ont été constatées, dont 36 % payées immédiatement, les autres (64 %) ayant donné lieu à la rédaction de 924 000 PV, avec un taux de recouvrement de 15 %. Le taux de recouvrement global (payement immédiat + PV) était de 44,4 %.
En 2025, dans le cadre du plan antifraudes, la RATP fait savoir sa volonté d'augmenter le montant des amendes.

## Critiques
En février 2008, l'hebdomadaire satirique Le Canard enchaîné publie un article décrivant la façon dont Métrobus, la régie publicitaire de la RATP, a censuré une affiche du journal hebdomadaire Courrier international jugée trop critique vis-à-vis de Nicolas Sarkozy, alors Président de la République.
Dans un rapport publié en octobre 2010, la Cour des comptes critique la SNCF et la RATP pour leur gestion financière « en pointant du doigt des réseaux saturés, une gestion catastrophique des chantiers de rénovation et une comptabilité difficilement compréhensible ».
À l'automne 2011, la Cour des comptes épingle le comité d'entreprise de la RATP. Elle se montre extrêmement critique et dénonce des malversations, des dépenses excessives (qui portaient sur plusieurs millions d'euros), des surfacturations, une comptabilité médiocre, ou encore, une gestion opaque des centres de vacances. Devant l'ampleur des fraudes constatées dans la gestion du comité d'entreprise, les magistrats de la Cour des comptes, début décembre 2011, demandent l'ouverture d'une enquête pénale.
En juillet 2012, Le Canard enchaîné publie un article mettant en lumière un possible conflit d'intérêts entre Colette Horel, alors directrice du département Innovation et Territoires à la RATP, et la société de conseil Elia Consulting qui emploie son fils, Grégoire Horel, pour un contrat de 60 000 euros.
En novembre 2012, la Cour des comptes formule des observations sur les conditions d'attribution en 2009 du marché des trains du RER A, représentant deux milliards d'euros pour 65 trains. Ce marché a permis d'introduire dans des délais rapides les matériels roulants à deux niveaux MI 09 et ainsi d'augmenter la capacité de la ligne A du RER, qui faisait face à une situation tendue.
Fin mars 2015, la décision de la direction de la RATP de refuser l'affiche pour le concert du groupe Les Prêtres en exigeant de retirer la mention indiquant que les bénéfices du concert soutiendraient la cause des chrétiens d'Orient est critiquée dans plusieurs médias et par plusieurs personnalités politiques,. La RATP justifie sa décision par le souci de neutralité et de laïcité, motif qui, selon Emmanuel Pierrat, avocat au barreau de Paris, n'a aucun fondement juridique. Bertrand Vergely ne voit dans cet argument de neutralité religieuse qu'une forme d'antichristianisme. Début avril, face à la polémique, la RATP revient sur sa décision.
En septembre 2015, l'Agence nationale de sécurité sanitaire de l'alimentation, de l'environnement et du travail (ANSES) publie un rapport intitulé Pollution chimique de l’air des enceintes de transports ferroviaires souterrains et risques sanitaires associés chez les travailleurs. Il est constaté que la masse des particules fines (notamment PM2,5 et PM10) est de deux à dix fois supérieure à celle relevée à l’extérieur, tout particulièrement à cause des systèmes de freinage. Malgré les efforts évoqués par la RATP pour réduire cette pollution (freinage électrique plutôt que mécanique, aération, etc.), les PM10 y restent parfois nettement supérieures au seuil d’alerte de 80 µg/m3 fixé par le code de l'environnement : le 5 septembre 2018, les PM10 étaient de 271 µg/m3 à la gare d'Auber contre 44 µg/m3 sur la place de l'Opéra, soit un air six fois plus pollué dans le métro qu'à l'extérieur. En 2019, le CNRS constate une aggravation du phénomène et en 2021, l'association Respire publie une étude mettant en cause, notamment, le dispositif de surveillance de la qualité de l’air de la RATP,.

## RATP et tourisme
Paris est la ville la plus touristique d'Europe et se trouve dans le top 3 des villes les plus touristiques au monde. Les touristes représentent ainsi 10 % de la clientèle RATP.
Afin de s'adapter à cette clientèle étrangère, la RATP a adapté ses annonces via haut-parleurs, qui se font jusqu'à sept langues : français, anglais, allemand, espagnol, portugais, mandarin et japonais. Elle a aussi développé une application pour aider les touristes à se rendre rapidement aux lieux, monuments, musées, etc. notables. Cette application est disponible en français, anglais, allemand, espagnol, portugais, mandarin, japonais, italien, néerlandais et russe[source insuffisante].
Les services de la RATP sont très prisés par les touristes dont 80 % utilisent le métro. Il ne fait pas l'unanimité, car il est jugé peu propre et peu sûr aux heures tardives. Les touristes n'en sont satisfaits qu'à 89 % et font plus confiance au bus (97 %), au tramway (93 %) et aux trains Transilien (99 %). Le RER ne satisfait que 84 % des touristes.
Les pickpockets du métro de Paris sont tristement connus et même décrits dans la plupart des guides touristiques. La signalisation peu claire, les bornes d'achats peu pratiques et les différents titres de transport mal expliqués restent un grand bémol pour les touristes, pour qui le métro et le reste du réseau RATP restent le meilleur moyen de se déplacer dans la capitale française.

## Concurrence
Bien que la RATP profite en Île-de-France d'une situation de quasi-monopole, lorsque ses filiales répondent à des appels d'offres en France ou à l'étranger comme la loi SRU l'y autorise depuis 2000, la RATP est alors en concurrence avec les grandes entreprises privées de transport telles que Transdev, Keolis ou Arriva, par exemple[source secondaire souhaitée].

### En Île-de-France

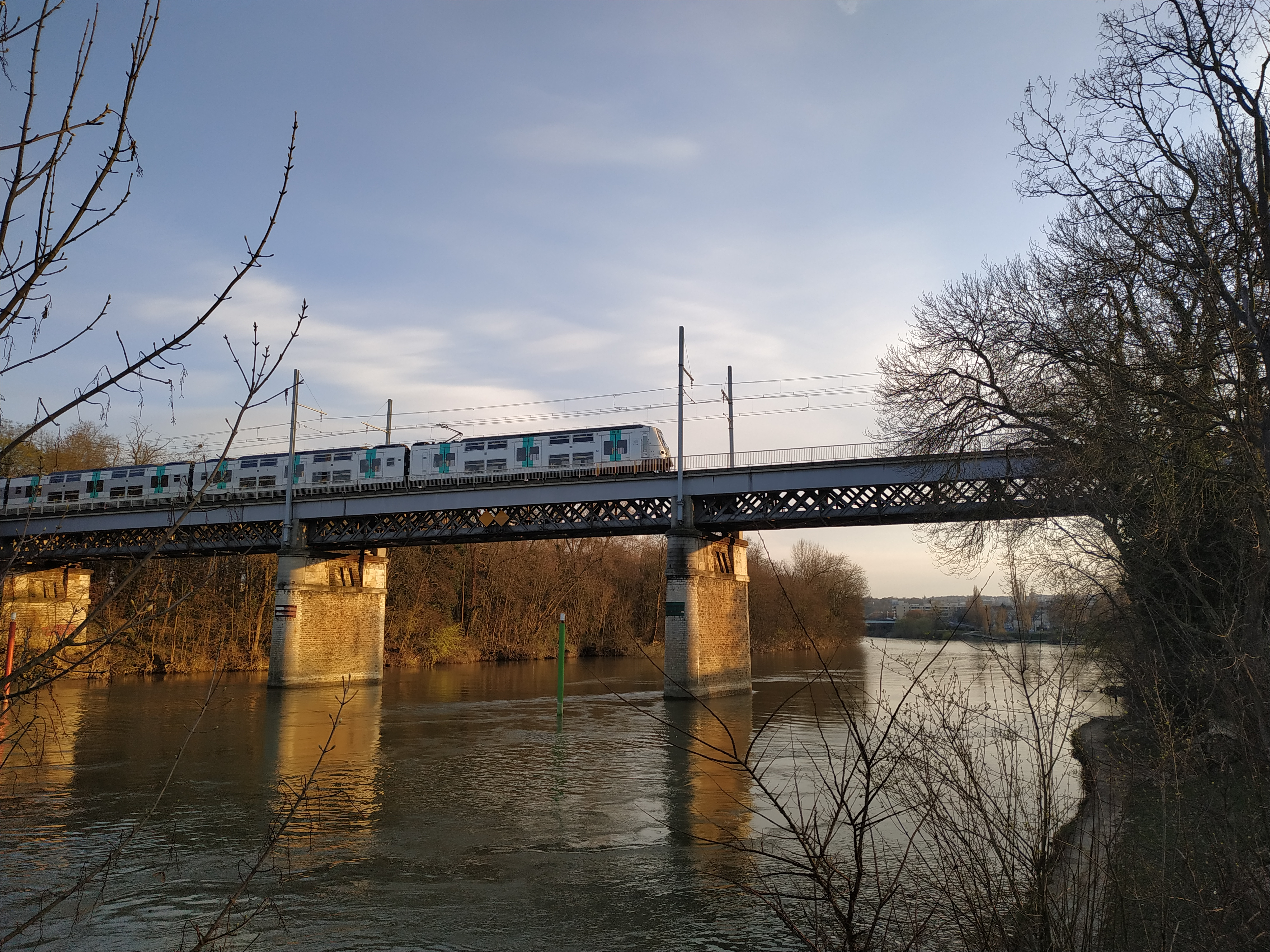
Une rame de RER A sur le viaduc ferroviaire du Pecq.

En 2009, la loi transpose en droit français cette directive, en modifiant l'ordonnance du 7 janvier 1959 relative à l'organisation des transports de voyageurs en Île-de-France, dont l'article 1-II dispose désormais que l'exécution des services « qui ont été créés avant le 3 décembre 2009 se poursuit dans le cadre des conventions en cours et conformément aux règles applicables à cette date et se termine » :
- le 31 décembre 2024 pour les services réguliers de transport routier, sauf stipulation conventionnelle antérieure à l'entrée en vigueur de la loi no 2009-1503 du 8 décembre 2009 relative à l'organisation et à la régulation des transports ferroviaires et portant diverses dispositions relatives aux transports, manifestant l'accord entre l'autorité organisatrice et l'opérateur et prévoyant expressément une date antérieure ;
- le 31 décembre 2029 pour les services réguliers de transport par tramway ;
- le 31 décembre 2039 pour les autres services réguliers de transport guidé ;
- à la date d'échéance ou de résiliation des conventions en cours pour les services de transport scolaire, les services de transport à la demande, les services de transport des personnes à mobilité réduite et les services réguliers de transport public fluvial de personnes et, en tout état de cause, avant le 31 décembre 2024.

À ces échéances, Île-de-France Mobilités devra donc exercer un appel d'offres pour l'exploitation des lignes en question.
La RATP restera, en revanche, chargée de la gestion des infrastructures. En effet, la RATP se voit reconnaître dans la même loi un rôle de gestionnaire d'infrastructure ferroviaire des lignes du métro et de celles du RER qu'elle exploitait avant 2010, afin de permettre ultérieurement l'exploitation de certaines parties du réseau par d'autres opérateurs :
« Pour satisfaire aux exigences essentielles de sécurité et d'interopérabilité du système ferroviaire concerné, y compris la fiabilité, la disponibilité et la compatibilité technique de ses constituants, et à l'impératif de continuité du service public, la Régie autonome des transports parisiens est gestionnaire de l'infrastructure du réseau de métropolitain affecté au transport public urbain de voyageurs en Île-de-France, dans la limite des compétences reconnues à Réseau ferré de France. À ce titre, elle est responsable de l'aménagement, de l'entretien et du renouvellement de l'infrastructure, garantissant à tout moment le maintien des conditions de sécurité, d'interopérabilité et de continuité du service public, ainsi que de la gestion des systèmes de contrôle, de régulation et de sécurité des lignes et des réseaux ferroviaires en Île-de-France. Elle est chargée de la gestion du trafic et des circulations sur ces lignes et ces réseaux lorsque les exigences de sécurité et d'interopérabilité du système ferroviaire ou la continuité du service public l'imposent. Elle est également gestionnaire, dans les mêmes conditions, des lignes du réseau express régional dont elle assure l'exploitation à la date du 1er janvier 2010. Elle adapte les lignes, ouvrages et installations dont elle assure la gestion technique, en prenant en compte les besoins des utilisateurs et favorise leur interopérabilité. Elle prend en compte les besoins de la défense. L'accès à ces lignes et réseaux est assuré dans des conditions transparentes et non discriminatoires. À l'effet d'exercer les missions qui lui sont dévolues par le présent alinéa, la régie est rémunérée par Île-de-France Mobilités (ex-STIF) dans le cadre d'une convention pluriannuelle qui, pour chacune de ces missions, établit de façon objective et transparente la structure et la répartition des coûts, prend en compte les obligations de renouvellement des infrastructures et assure une rémunération appropriée des capitaux engagés. Tout en respectant les exigences de sécurité et d'interopérabilité du système ferroviaire, la régie est encouragée, par des mesures d'incitation, à réduire les coûts de mise à disposition des lignes, ouvrages et installations ».

## Identité visuelle

Logo de 1949 à 1951.
Logo de 1951 à 1960.
Logo de 1960 à 1976.
Logo de 1976 à 1992.
Logo depuis 1992.

En 1951, héritière de deux anciennes sociétés de transport, la RATP opère dans une zone strictement limitée à Paris. L'entreprise adopte alors les couleurs de Paris, le rouge et le bleu. Le logo de la RATP se modernise en 1960 toujours avec les couleurs rouge et bleu.
En 1976, avec l'arrivée du RER, le logo de la RATP adopte une typographie penchée.
Le dernier logo de 1992 représente schématiquement la Seine sous la forme d’un visage stylisé dans un cercle vert jade, couleur de référence de la RATP, symbolisant la région Île-de-France.